# Croix de la Santé militaire
La Croix de la Santé militaire est un ordre hessois institué en 1870 par le grand-duc Louis III ; il comporte une seule classe. Le ruban est ponceau.